# Heu-Zwergspanner
Der Heu-Zwergspanner (Idaea inquinata) ist ein Schmetterling (Nachtfalter) aus der Familie der Spanner (Geometridae). Es handelt sich um eine anthropophile Art, die in Mitteleuropa fast nur im Siedlungsbereich anzutreffen ist.

## Merkmale
Die Flügelspannweite reicht von 14 bis 18 Millimeter, selten auch bis 19 Millimeter, wobei die zweite Generation oft kleiner ist und nur etwa 11 Millimeter erreicht. Die Vorderflügel sind verhältnismäßig breit, ihre Spitze (Apex) ist gerundet. Die Grundfarbe der Flügel ist hellbraun bis sandfarben mit einzelnen dunkleren Flecken. Sie sind zudem dunkel überstäubt. Die Fransen sind mit deutlichen dunklen Punkten besetzt. Der eigentliche Flügelrand kann zusätzlich mit undeutlichen Punkten versehen sein. Die inneren und äußeren Querlinien sind wellig, am vorderen Rand punktförmig verdickt. Die mittlere Querlinie ist häufig unterbrochen oder unvollständig. Die Diskalflecken sind meist deutlich ausgebildet.
Das Ei ist unregelmäßig, jedoch im Habitus rundlich. Es ist außen mit Längs- und Querrippen besetzt und zunächst weißlich und wird kurz vor dem Schlüpfen der Eiraupen lachsrot.
Die Raupen sind verhältnismäßig kurz mit stark Einschnürungen und können bräunlich oder auch grünlich gefärbt sein. Die Rücken- und Seitenstreifen sind schwärzlich, die Bauchseite ist hell gefärbt. Der Kopf ist verhältnismäßig klein und gelblich oder rötlich gefärbt.
Die kastanienbraune Puppe besitzt einen dunkleren Kopfbereich, etwas dunklere Einschnürungen und einen ebenfalls dunkleren Kremaster, der mit hakenförmigen Borsten besetzt ist.

## Vorkommen und Lebensraum
Die Art kommt von Nordafrika, über Südeuropa bis nach Mitteleuropa vor. Im Westen liegt die Nordgrenze der Verbreitung in Frankreich, Belgien und den südlichen Niederlanden, in Mitteleuropa in Norddeutschland; vereinzelte Vorkommen gibt es auch in den baltischen Staaten. Die berichteten Einzelvorkommen in England, Dänemark, Schweden und Finnland werden auf mit getrockneten Kräutern eingeschleppte Tiere zurückgeführt. Bodenständigkeit ist in diesen Ländern nicht nachgewiesen. Die Art ist weiter von Spanien und Marokko im Westen über Kleinasien, den Kaukasus und den Nordiran bis in einige zentralasiatische Gebirge verbreitet. Weiter im Norden reicht das Vorkommen bis ins östliche Russland und die Krim. Die Art ist fast überall im Verbreitungsgebiet relativ selten. Gelegentlich kommt sie aber auch in etwas größerer Zahl auf Heuböden und in Heuschobern vor. Von Jordanien über Israel bis nach Ägypten und das östliche Libyen wird die Nominatunterart durch die Unterart Idaea inquinata adherbaria ersetzt. Die Falter kommen in Mitteleuropa vom Flachland bis in die Mittelgebirge bis etwa 700 Meter vor, in den Alpen bis etwa 1000 Meter. Aus Spanien gibt es einen Nachweis in 1700 Meter Höhe.

## Phänologie und Lebensweise
Der Heu-Zwergspanner bildet gewöhnlich zwei Generationen im Jahr, die von Ende April bis Mitte Juli und Ende Juli bis Mitte September fliegen. Unter günstigen klimatischen Bedingungen werden fortlaufend Generationen gebildet. In Mitteleuropa ist die wärmeliebende Art an menschliche Behausungen gebunden und kann daher von Januar bis in den Oktober angetroffen werden. Es ist sogar unklar, ob sie in Mitteleuropa in nicht vom Menschen beeinflussten Naturräumen, zumindest in den höheren Lagen, überhaupt überleben kann. Die Falter sind tagaktiv und fliegen nachmittags und abends. Werden sie gestört, fliegen sie in dunkle Ecken. Häufig werden sie an den Mauern von Häusern und Ställen beobachtet. Abends kommen sie an künstliche Lichtquellen und können auch geködert werden.
Die Raupen ernähren sich von getrockneten und welken Pflanzenteilen sowie Pflanzenabfällen. Nachgewiesen sind: Melissentee, getrocknete Huflattichblüten und Pfefferminztee. Die Art überwintert als Raupe, die Verpuppung erfolgt im Frühjahr in einem feinen Gespinst.

## Systematik, Phylogenie und Nomenklatur
Die Art wurde 1763 von Giovanni Antonio Scopoli als Phalaena inquinata erstmals wissenschaftlich beschrieben. 1798 beschrieb Johann Christian Fabricius die Art erneut, diesmal unter dem Namen Phalaena herbariata, der deshalb ein jüngeres Synonym von Idaea inquinata (Scopoli, 1763) ist. Derzeit werden zwei Unterarten unterschieden: Idaea inquinata inquinata und Idaea inquinata adherbariata Staudinger, 1898.

## Schadwirkung
Die Art wird nur selten als Schädlich wahrgenommen. Dies kann aber der Fall sein, wenn getrocknete Teeblätter, getrocknete Pflanzen in Herbarien oder Trockensträuße stärker befallen sind. Ebert berichtete auch von einem Fall, dass die Raupen dieser Art in einer Schmetterlingssammlung die Hinterleiber von gespannten Faltern gefressen haben. Eine echte Schadwirkung dürfte nur bei Befall von Teeblättern (z. B. Pfefferminztee, Melissentee) im Handel eintreten.

## Gefährdung und Schutz
Die ist in Deutschland insgesamt gesehen nicht gefährdet. In einzelne Bundesländern sieht dies z. T. jedoch anders aus. In Mecklenburg-Vorpommern gilt die Art als gefährdet (Kategorie 3), ebenso in Thüringen. In Niedersachsen ist sie sogar als stark gefährdet (Kategorie 2) eingestuft.